# Termita
|  | No s'ha de confondre amb tèrmit. |

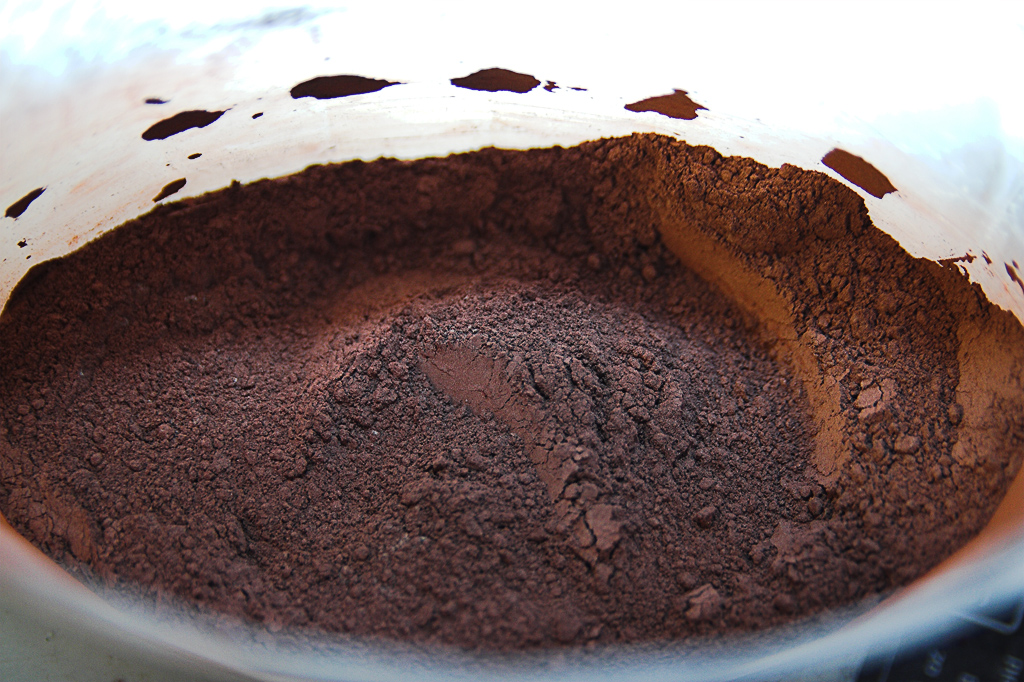
Una mescla de termita usant òxid de ferro (III).

La termita és un tipus de composició pirotècnica d'alumini barrejat amb un òxid metàl·lic, que produeix una reacció aluminotèrmica coneguda com a procés Goldschmidt o reacció termita.

## Reaccions químiques
L'alumini és oxidat per l'òxid d'un altre metall, normalment per òxid de ferro (rovell). Els productes de la reacció química són òxid d'alumini i ferro elemental lliure, desprenent-se a més una gran quantitat de calor. Els reactius normalment es polvoritzen i barregen amb un aglomerant per mantenir el material sòlid i prevenir la seva separació.
Fe₂O₃ + 2 Al → 2 Fe + Al₂O₃
La reacció és usada per a la soldadura aluminotérmica, freqüentment utilitzada per unir rails ferroviaris. Es poden usar alguns altres òxids metàl·lics, tals com a òxid de crom, per generar metall elemental. la termita cúprica es produeix usant òxid de coure (II) i s'utilitza per crear unions elèctriques en un procés anomenat "cadwelding".
3 CuO + 2 Al → 3 Cu + Al₂O₃
Algunes mescles del tipus termita són usades com iniciadors pirotècnics en els focs artificials o aplicacions semblants.
La termita pot ser fabricada casolanament d'una manera molt senzilla: 
Tot el que cal fer és barrejar al 50%, òxid de ferro (en pols) i alumini (en pols), per encendre-ho només és necessari usar una barreta de bengala, usant-la com a metxa.
Aquesta mescla pot arribar a una temperatura de 2000 °C

## Història
La termita va ser descoberta en 1893 i patentada en 1895 per un químic alemany, el doctor Hans Goldschmidt. Conseqüentment, la reacció és anomenada "reacció de Goldschmidt" o "procés Goldschmidt". El doctor Goldschmidt estava inicialment interessat en produir metalls molt purs evitant l'ús de carbó en el procés de fosa, però aviat es va adonar de la seva utilitat en la soldadura.
La primera aplicació comercial va ser soldar trams de vies ferroviàries a Essen, en 1899.

## Tipus

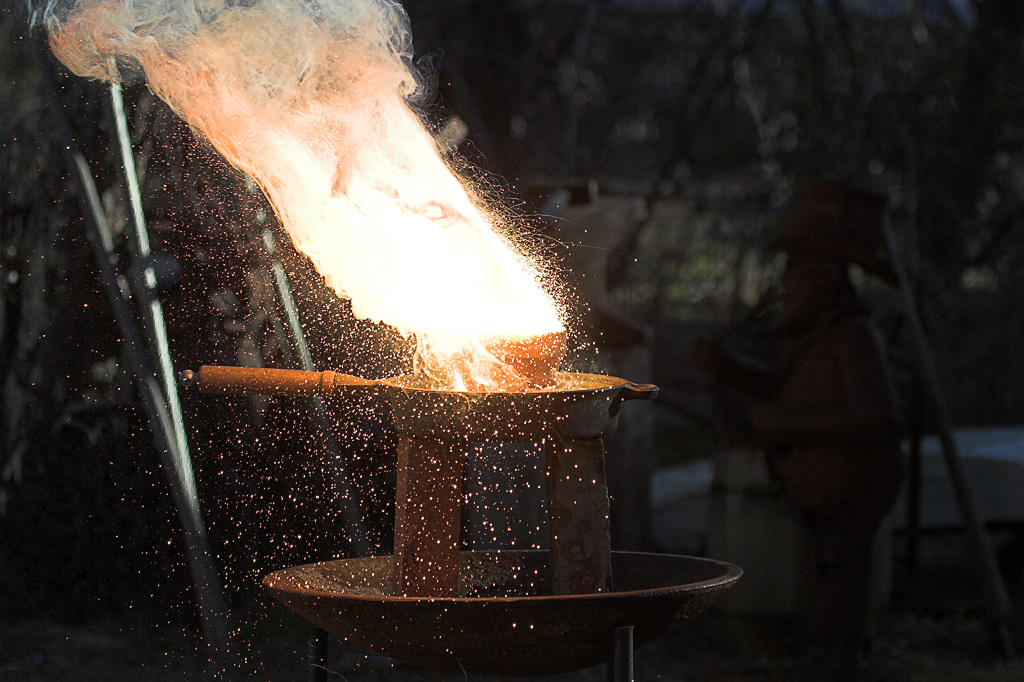
Termita reaccionant en un gresol de ferro colat.

L'òxid de ferro (Fe3O4), produït per oxidació del ferro en una atmosfera rica en dioxígen i a altes temperatures, és el més comú i usat dels agents oxidants perquè és barata i fàcil de produir. La magnetita també funciona. L'hematita (rovell) o Fe2O3 també pot ser usada en el seu lloc. Ocasionalment s'usen altres òxids com el diòxid de manganès (MnO2) en la termita manganèsica, Cr2O3 en la termita cròmica o bé l'òxid de coure en la termita cúprica, però només per a propòsits altament especialitzats. En tots els exemples s'usa l'alumini com a metall reactiu. Els fluor-polímers poden ser usats en formulacions especials, sent el tefló amb magnesi o alumini un compost comú. El magnesi/tefló és d'aquest tipus.
Les combinacions de gel sec (diòxid de carboni congelat) i agents reductors com el magnesi, l'alumini i el bor, segueixen la mateixa reacció química que amb les barreges tradicionals de tèrmits, produint òxids metàl·lics i carboni. Malgrat la temperatura molt freda d'una barreja de tèrmica de gel sec, aquest sistema és capaç d'encendre's amb una flama. Quan els ingredients estan finament dividits, confinats en una canonada i armats com un explosiu tradicional, aquest crio-tèrmit és detonant i una part del carboni alliberat en la reacció emergeix en forma de diamant.
En principi, qualsevol metall reactiu podria ser usat en lloc de l'alumini. Això rares vegades es dona, no obstant això, a causa de les propietats de l'alumini que són idònies per a aquesta reacció. És amb diferència el més barat dels metalls altament reactius, i forma una capa de passivació que ho fa més segur de manejar que molts altres metalls reactius. Els punts de fusió i ebullició de l'alumini també ho fan ideal per a les reaccions tèrmiques: el seu punt de fusió relativament baix (660°C, 1221°F) significa que és fàcil fondre el metall, així que la reacció pot ocórrer principalment en fase líquida, avançant així ràpidament. Al mateix temps, el seu alt punt d'ebullició (2519 °C, 4566°F) permet la reacció a molt altes temperatures atès que alguns processos tendeixen a limitar la temperatura màxima fins a just per sota del punt d'ebullició. Tal alt punt d'ebullició és comuna entre els metalls de transició (per exemple, en el ferro i el coure són de 2887 °C i 2582 °C respectivament), però és inusual entre metalls altament reactius (com el magnesi i el sodi, que bullen a 1090 °C i 883 °C respectivament).

## Usos civils

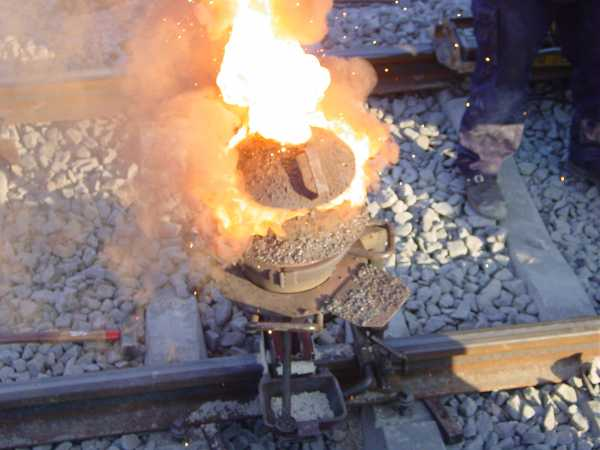
Termita reaccionant per soldar un raïl ferroviari. Després d'això el ferro líquid flueix dins del motlle al voltant del perfil de la via.

La reacció termita pot tenir diversos usos. Va ser usada originalment per reparar i soldar in situ rodes de ferrocarril on la reparació pot tenir lloc sense llevar la peça de la seva ubicació original. Pot ser usada per al tall ràpid o soldadura de raïls sense requerir un equip pesant.
La reacció termita, quan s'usa per a la purificació de menes, se la coneix com procès termita o reacció aluminotèrmica. Una adaptació de la reacció, usada per a l'obtenció d'urani pur, va ser desenvolupada com a part del Projecte Manhattan en el Laboratori Ames sota la direcció de Frank Spedding. Algunes vegades és denominat Procés Ames.
Quan la termita es produeix usant òxid de ferro (III), per a major eficiència ha de tenir en massa 25,3 % d'alumini i 74,7 % d'òxid de ferro. (Aquesta mescla és venuda sota el nom comercial de Thermit com a font de calor per soldar). La fórmula completa per a la reacció usant òxid de ferro (III) és la següent:
{\displaystyle {\rm {Fe_{2}O_{3}{\rm {+2{\rm {Al\rightarrow {\rm {Al_{2}O_{3}{\rm {+2{\rm {Fe}}}}}}}}}}}}}
ΔH = -851,5 kJ/mol 
Quan la termita es produeix amb magnetita, per a una màxima eficiència ha de contenir en massa 23 % d'alumini i 76,3 % d'òxid de ferro. La fórmula de la reacció usant magnetita és: 
{\displaystyle 3{\rm {Fe_{3}O_{4}{\rm {+8{\rm {Al\rightarrow 4{\rm {Al_{2}O_{3}{\rm {+9{\rm {Fe}}}}}}}}}}}}}
ΔH = -3347,6 kJ/mol
Una versió modificada d'aquest procés (realitzat en una atmosfera inerta) pot ser emprat per produir diversos aliatges; generalment la mescla és encesa elèctricament en aquest cas. Entre altres usos, s'utilitza per preparar aliatges de níquel-alumini .
La termita cúprica, sota el nom comercial de CADWeld, és usada per unir cables de coure per formar connexions elèctriques.

## Variants
- Termate
- Nanotermita[18]